# Clan Shōni

Mon du clan Shōni.

Le clan Shōni (少弐氏, Shōni-shi) est une famille de la noblesse japonaise qui descend du clan Fujiwara et dont beaucoup de membres occupent des fonctions gouvernementales à Kyūshū. Avant l'époque de Kamakura (1185-1333), le terme « Shōni » désigne à la fois un titre et un poste au sein du gouvernement dazaifu (conseiller de rang secondaire) de Kyūshū, et sous l'autorité d'un daini (大児).
Monopolisé par la branche familiale de Mutō du clan Fujiwara, le titre finit avec le temps par être utilisé comme un nom patronymique. Quand Minamoto no Yoritomo établit le shogunat Kamakura en 1185, il réorganise l'administration de la région. Le poste de chinzei-bugyō remplace celui de daini, et les Shōni sont de la même façon exclus de leurs traditionnelles positions héréditaires. Des membres de la famille se voient cependant toujours accorder divers autres postes importants dans la région.
La famille joue un rôle important dans le commandement de la défense contre les invasions mongoles du Japon en 1274 et 1281. Le clan s'allie plus tard avec Ashikaga Takauji et la cour du Nord dans les guerres de l'époque Nanboku-chō du XIVe siècle. Régulièrement défaits par le clan Ōuchi aux XIVe et XVe siècles, les Shōni perdent progressivement leurs territoires et sont définitivement éliminés par le clan Ryūzōji au milieu du XVIe siècle.

## Membres notables
- Shōni Tsunesuke (1226-1289), combat les Mongols.
- Shōni Kagesuke (d. 1285), combat les Mongols.
- Shōni Yorihisa, combat dans les guerres Nanboku-chō
- Shōni Sukemoto (1497-1532)
- Shōni Tokinao, fils de Sukemoto, dernier chef du clan.